# Sedoheptulosa-7-fosfato
La sedoheptulosa-7-fosfato (o sedoheptulosa-7-P) es una molécula de sedoheptulosa fosforilada en el carbono 7. Actúa como intermediario de la ruta de las pentosas fosfato. Su síntesis es catalizada por una transcetolasa y su hidrólisis por una transaldolasa.